# 唾液腺

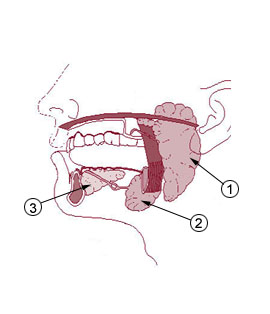
①耳下腺、②顎下腺、③舌下腺

唾液腺（だえきせん、Salivary gland）は、動物の唾液を分泌する腺であり、導管は口腔に開口している。大唾液腺と小唾液腺とに分類している。脊椎動物の大唾液腺は、耳下腺，顎下腺が有り、哺乳類には更に舌下腺が有る。
以下は特に記述がないかぎりヒトの唾液腺についての説明である。

## 耳下腺
耳下腺（じかせん、Parotid gland）は大唾液腺の一つ。　
耳下腺は最大の唾液腺であり、三角形を呈し外耳道の前下方にあり、下顎は下顎角に達する。後端は、胸鎖乳突筋及び茎状突起から出る諸筋に接し、その一部は深く下顎後窩に入り顎関節に接し、この部を深葉という。
上縁は下顎枝および咬筋の外面で頬骨弓の下にある。前後径3〜3.5cm、上下径4〜5cm、厚さ2〜2.5cm、耳下腺管は長さ5〜6cmあり、この腺の前上部から出て頬骨弓の下約1cmの所をこれと平行に咬筋の外面に沿って前走し、その前縁で内方に曲がり頬筋および頬の粘膜を貫いて上顎の第2大臼歯の歯冠の高さで、その対岸にある耳下腺乳頭で口腔前庭に開口する。耳下腺管の上方に副耳下腺があることがあり、その導管は耳下腺管と合する。
顕微鏡解剖学的には、純漿液性であり、腺の形から言えば複合包状腺である。
小葉間結合組織により多数の小葉に分かれ、大きい導管以外は小葉内に含まれる。尚、耳下腺の間質には脂肪組織が多いことが特徴である。終末（分泌）部は漿液細胞よりなり、核は円くて細胞質は顆粒に富む為に暗く見える。
分泌物が多く溜まると細胞は大きくなりかつやや明るく見える。細胞間分泌細管があり、また細胞と基底膜との間には扁平な籠細胞（筋上皮細胞）がある。尚、腺細胞の外側半（核半分）はやや塩基好性に染まる。これは粗面小胞体の集積の為であり、蛋白質合成が盛んなことを示している。終末部は細長い介在導管（介在部、峡部）によって線条導管（線条部）に連なり、これが集まってやや太い導管となり耳下腺管となる。介在導管の壁は低い単層立方上皮で内腔が狭く、線条導管の壁はその基底膜に近く縦線（基底線条）のある単層円柱上皮で内腔はやや広い。導管は大きくなるにしたがい単層ないし二層円柱上皮で覆われ、内腔は次第に大きくなる。
顔面神経とその枝及び外頚動脈とその枝は耳下腺を通り抜ける。ただし顔面神経は耳下腺を支配しない。舌咽神経の枝が唾液の分泌をコントロールする。

## 顎下腺
顎下腺（がっかせん、Glandula submandibularis）は、大唾液腺の一つ。ヒト以外の脊椎動物では下顎腺と呼ばれる。
顎下腺は耳下腺に続く大きさの唾液腺であり、やや平らな楕円体を成し、長さ2.5〜3.5cm、厚さ約1.5cm。
位置は顎舌骨筋の下で、下顎骨と顎二腹筋の前後両腹との間の三角形の窩にあり、外面からは浅頸筋膜に覆われている。顎下腺管は腺の後端から出て、顎舌骨筋の後縁を廻り、その上に出、舌下腺の内側を前進して舌下小丘に開く。その長さは、5〜6cmである。
顕微鏡解剖学的には、大部分が漿液性であり、少部分のみ混合性である。腺小葉内には脂肪細胞が少なく、終末（分泌）部間の結合組織も少なくて緻密である。漿液性の部分には介在および線条導管がよく発達している。漿液細胞および粘液細胞よりなる混合性の部分では漿液細胞が群をなして終末部の一隅に押されて、いわゆる半月（Lunula）を成す。粘液細胞は分泌物が多く含む時、その原形質は扁平な核と共に細胞の底部に圧せられる。

## 舌下腺
舌下腺（ぜっかせん、Glandula sublimgualis）は、大唾液腺の一つ。
口腔底の粘膜下で顎舌骨筋の上にあり、下顎骨体の内面に接し前後の細長く左右に扁平である。
前縁は舌下小丘に達し、顎下腺とは顎舌骨筋により隔てられ、時として後端が本筋の後縁で顎下腺と連なる。長さ3〜4cm、幅及び厚さは約1cmである。
導管の内、大舌下腺管は顎下腺管と合し、または独立して舌下小丘に開き、多数の小舌下腺管は舌下ヒダに沿って開く。大と小の舌下腺管により腺体自身が大と小の舌下腺に分かれている。
顕微鏡解剖学的には、混合性であり、形状から言えば複合管状胞状腺である。顎下腺の混合性の部に似るが、これよりも終末部が広く、半月は多数の漿液細胞よりなるために大きい。線条導管は痕跡的である。尚、終末部間の結合組織が多い為に腺小葉の構成が疎である。

## ヒト以外の唾液腺

### ヒト以外の大唾液腺
肉食獣には頬骨腺が存在する。
ウサギなどには眼窩下腺が存在する。

### エゾバイ科の巻貝
エゾバイ科のエゾボラモドキ(Neptunea intersculpta)、ヒメエゾボラ(N. arthritica)などの巻貝にも唾液腺があり、それらを「ツブ」として食用する際などには唾液腺を取り除く必要がある。これはそれらの唾液腺に含まれるテトラミンにより食中毒である貝毒#巻貝（ツブ）中毒を起こすことを防ぐためである。年に数件の発生事例がある。

## 小唾液腺
小唾液腺には下記のものがある。
- 口唇腺：口唇粘膜中の混合腺。
- 頬腺：頬粘膜中にある混合腺。口唇腺の後方への続きと言ってよい。
- 臼歯腺：上顎第2大臼歯より後方で頬粘膜の耳下腺管開口部（耳下腺乳頭）の近くにある混合腺。
- 口蓋腺：軟口蓋及び硬口蓋の粘膜中にある粘液腺。固有口腔にある。
- 前舌腺：舌腺の一つ。ブランダン・ヌーン腺とも呼ばれ、舌尖の下部にある混合腺。その導管は舌の下面で舌小帯の両側に開く。ヒトと一部の霊長類に見られる。
- 後舌腺：舌腺の一つ。舌根および舌の側縁の後部にある粘液腺。
- エブネル腺：舌腺の一つ。有郭乳頭で乳頭を取り巻く溝の底および葉状乳頭の乳頭間に開く漿液腺。味蕾に刺激を与えた物質を分解・洗浄して、次の刺激に備える役目がある。

## 唾液腺と病気
唾液腺にも以下の様な様々な病気が発生する。
1. 感染（細菌やウイルス）　→　唾液腺炎（例；急性顎下腺炎、流行性耳下腺炎など）
2. 自己免疫性疾患　→　シェーグレン症候群やIgG関連唾液腺炎
3. 結石が出来る病気　→　唾石症（例；耳下腺唾石、顎下線唾石、など）
4. 腫瘍　→　唾液腺腫瘍（例；顎下線・多形腺腫、耳下腺扁平上皮癌、唾液腺・悪性リンパ腫、など）

腫瘍や唾石では、医師（耳鼻咽喉科、頭頸部外科）や耳下腺を除き歯科医師（歯科口腔外科）、自己免疫疾患や感染では、医師（内科、小児科、耳鼻咽喉科）が治療を行う事が多い。

## 関連人物
- 伊藤四十二